# Reggie Miller
Reginald Wayne "Reggie" Miller (Riverside, 24 de agosto de 1965) é um ex-basquetebolista estadunidense que atuava como ala-armador. Jogou toda a sua carreira de 18 anos na National Basketball Association (NBA) com o Indiana Pacers.
Miller era conhecido por seus arremessos de três pontos, especialmente em situações de pressão e principalmente contra o New York Knicks, pelo qual ganhou o apelido de "Knick Killer". Quando se aposentou, ele detinha o recorde de mais cestas de três pontos feitos na carreira. Ele está atualmente em quarto lugar na lista, atrás de Stephen Curry, Ray Allen e James Harden. Além de ter sido selecionado cinco vezes para o All-Star Game, Miller ganhou uma medalha de ouro nos Jogos Olímpicos de Verão de 1996.
Miller é amplamente considerado como o maior jogador de todos os tempos dos Pacers. Seu número 31 foi aposentado pela equipe em 2006. Atualmente ele trabalha como comentarista da TNT e da CBS Sports. Miller foi introduzido no Hall da Fama do Basquete em 2012 e nomeado para a equipe do 75º aniversário da NBA em 2021.

## Primeiros anos
Miller nasceu em Riverside, Califórnia e frequentou a Riverside Polytechnic High School. Ele nasceu com deformidades no quadril, o que o impedia de andar corretamente. Após alguns anos de uso contínuo de aparelho em ambas as pernas, sua força nas pernas cresceu o suficiente para compensar.
Seu irmão Darrell é um ex-jogador da Major League Baseball, sua irmã Tammy jogava vôlei em Cal State Fullerton, e sua irmã mais velha, Cheryl, também é uma jogadora de basquete do Hall da Fama. Ela esteve presente na Seleção Estadunidense que conquistou a medalha de ouro em 1984 e atualmente é analista da Turner Sports. Uma das anedotas familiares que Reggie gosta de relembrar foi quando Cheryl costumava vencê-lo em jogos de 1 contra 1 antes de sua carreira profissional. De acordo com Reggie, eles pararam de jogar quando ele finalmente conseguiu bloquear os arremessos de Cheryl.
Miller diz que seu estilo de arremesso pouco ortodoxo foi desenvolvido para contornar o bloqueio constante de arremessos de sua irmã. Seu irmão, Saul Jr., tornou-se músico e seguiu os passos de seu pai no serviço militar.

## Carreira universitária

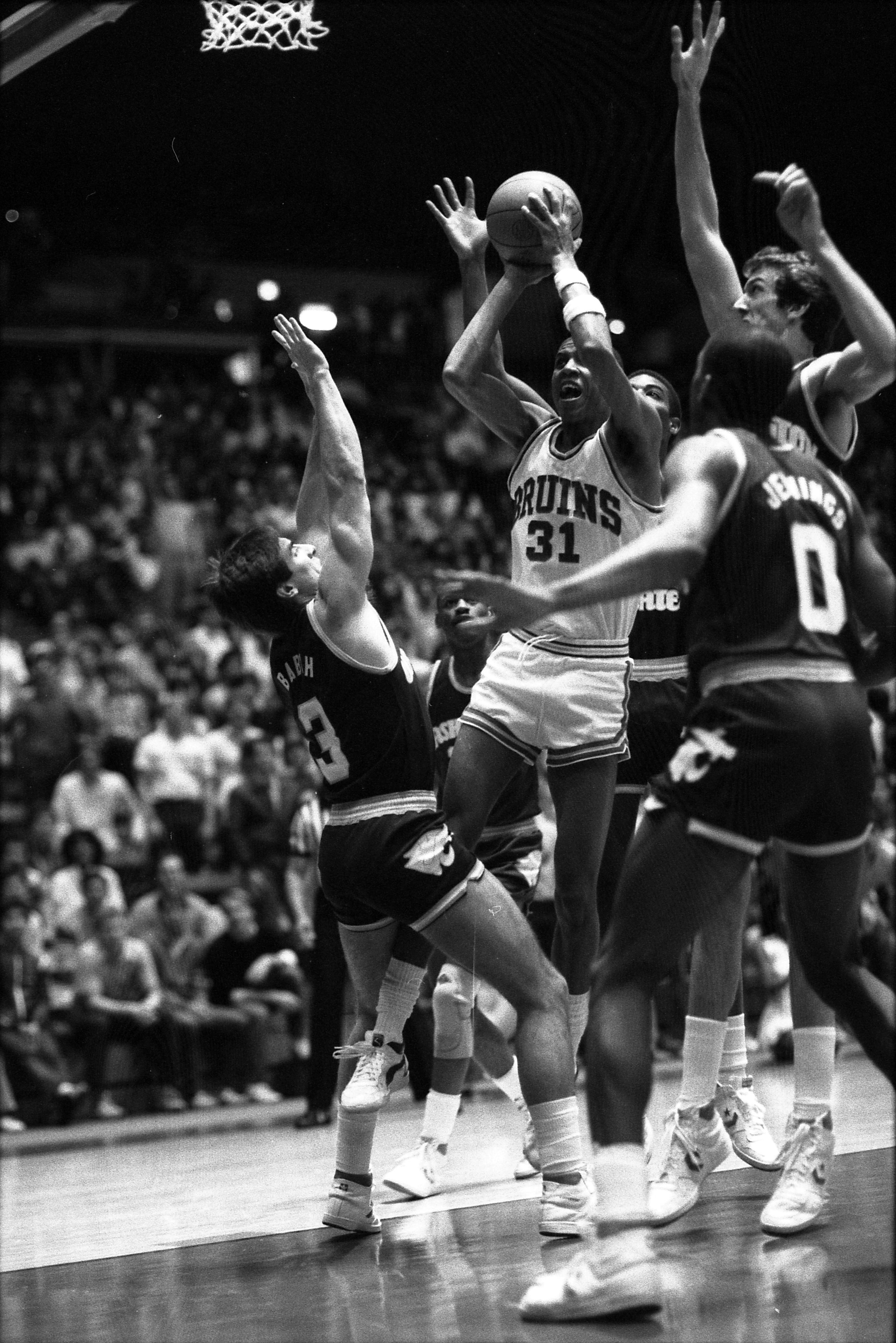
Miller atuando contra a Universidade Estadual de Washington em 1985

Miller frequentou a Universidade da Califórnia em Los Angeles, onde se formou em história. Na temporada de 1984–85, ele ajudou o UCLA Bruins a conquistar o título do NIT. Em 1986–87, na última temporada do ala-armador, ele foi selecionado para a Primeira-Equipe da Pac-10 pelo segundo ano consecutivo e liderou os Bruins ao título da temporada regular do Pacific-10 e ao primeiro título do Torneio da Conferência Pacific-10.
Os arremessos de três pontos foram adicionado para a temporada de 1986–87; 69 dos 247 arremessos de Miller naquele ano foram de três pontos. Uma de suas atuações mais memoráveis foi no jogo de 24 de janeiro de 1987, contra a Notre Dame, onde ele acertou um arremesso para colocar os Bruins à frente por 62 a 59 com 10 segundos restantes. Outro jogo notável foi uma vitória contra o então campeão nacional Louisville em 28 de fevereiro de 1987, onde Miller marcou 33 pontos no segundo quarto, o que ainda é o recorde da universidade.
O último jogo de Miller foi uma derrota na segunda rodada do Torneio da NCAA de 1987 para a Wyoming. Ele terminou em segundo lugar na pontuação de todos os tempos na UCLA, atrás apenas de Lew Alcindor (Kareem Abdul-Jabbar).
A partir de 2009, Miller ainda detém os recordes de temporada única da UCLA de maior média de pontuação e mais lances livres. Ele também detém vários recordes de jogos individuais. A UCLA aposentou sua camisa nº 31 em 2013 e ele foi introduzido no Hall da Fama da Conferência Pac-12.

## Carreira profissional

### Primeiros anos (1987–1993)
Miller foi selecionado pelo Indiana Pacers como a 11ª escolha geral no draft da NBA de 1987. Os fãs ficaram inicialmente chateados porque os Pacers escolheram Miller em vez de Steve Alford, nativo de Indiana; os fãs assistindo ao draft vaiaram o presidente dos Pacers, Donnie Walsh. Miller ganhou uma reputação respeitável no início de sua carreira ao liderar o Indiana Pacers para se tornar um time de playoffs perene.
Depois que Chuck Person foi negociado com os Pacers durante a offseason de 1992, Miller se estabeleceu como o principal pontuador da equipe. Em 28 de novembro de 1992, ele marcou 57 pontos contra o Charlotte Hornets na vitória por 134-122. Os 57 pontos que ele marcou foi a segunda maior marca da NBA durante a temporada de 1992–93 (apenas os 64 de Michael Jordan contra o Orlando Magic em 16 de janeiro foram maiores), e ainda hoje é o recorde dos Pacers.

#### "Oito pontos em nove segundos"

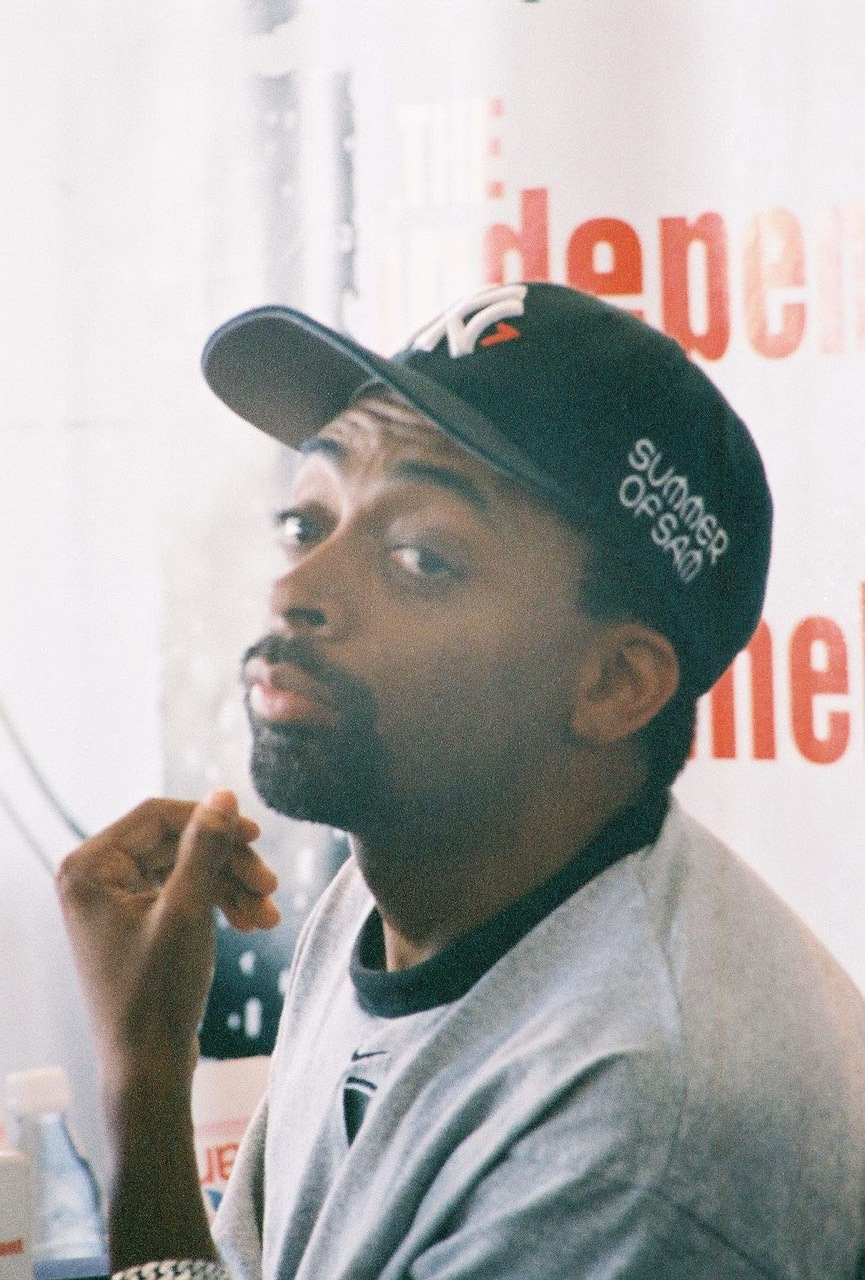
A disputa pública de Miller com o diretor de cinema Spike Lee gerou controvérsia por vários anos nos playoffs da NBA

Miller tornou-se um nome familiar durante as finais da Conferência Leste de 1994 contra o New York Knicks, devido a um desempenho no Jogo 5, no qual marcou 39 pontos (25 no quarto quarto), na vitória por 93 a 86 no Madison Square Garden. Miller se envolveu em uma animada discussão sobre seu desempenho com o famoso fã dos Knicks, Spike Lee, que estava sentado na quadra. A vitória deu aos Pacers uma vantagem de 3 a 2 sobre os Knicks, mas eles perderam os próximos dois jogos e a série.
Em 7 de maio de 1995, Miller marcou oito pontos em 8,9 segundos no Jogo 1 das semifinais da Conferência Leste contra os Knicks, levando os Pacers a uma vitória por 107 a 105. Com 18,7 segundos restantes e os Pacers perdendo por 105 a 99, Miller pegou o passe de Mark Jackson, fez uma cesta de três pontos, roubou o passe de Anthony Mason e empatou o jogo com mais uma cesta de três pontos, surpreendendo a multidão no Madison Square Garden. Na posse de bola que se seguiu, o armador dos Knicks, John Starks, foi derrubado por Sam Mitchell. Starks errou os dois lances livres e, embora Patrick Ewing tenha conseguido o rebote ofensivo, ele errou o arremesso. Miller pegou o rebote, foi derrubado faltando 7,5 segundos e converteu os dois lances livres. Perdendo por dois pontos, o New York teve uma última chance de vencer o jogo, mas não Miller conseguiu arremessar, dando aos Pacers uma vantagem chocante de 1 a 0 na série melhor de sete.
Os Pacers superaram os Knicks em sete jogos antes de perder para o Orlando Magic nas finais da conferência em sete jogos, assim como no ano anterior. Perto do final da temporada de 1996, Miller sofreu uma lesão no olho, deixando-o incapaz de jogar nos playoffs até o Jogo 5 da primeira rodada contra o Atlanta Hawks, onde usou óculos de proteção. Os Pacers perderam para os Hawks e foram eliminados.

### Meio de carreira (1993–2000)
Depois de perder os playoffs na temporada de 1997, os Pacers voltaram para a pós-temporada em 1998. Eles derrotaram o Cleveland Cavaliers e os Knicks a caminho das finais da Conferência Leste, onde enfrentaram Michael Jordan e o atual campeão Chicago Bulls. Em 25 de maio de 1998, no Jogo 4, os Pacers perdiam por 2-1 na série e estavam perdendo o jogo por 94-93 com 2,9 segundos restantes. Miller pegou o passe de Derrick McKey, virou e fez uma cesta de três pontos a 0,7 segundos do final. Os Pacers eventualmente levaram a série a um decisivo Jogo 7 em Chicago, um jogo em que os Pacers lideraram no quarto período antes de desaparecer nos dois minutos finais. Os Bulls venceram por 88-83 e venceram seu sexto e último campeonato da era Michael Jordan/Scottie Pippen.
Após a aposentadoria de Jordan, Miller e os Pacers foram considerados um dos favoritos no Leste para a temporada de 1999, encurtada pela greve. Depois de conquistar o segundo lugar na Conferência Leste, os Pacers mais uma vez enfrentaram os Knicks nas finais de Conferência. Essa série teve um final decepcionante para Indiana, já que os Knicks venceram em seis jogos. No Jogo 6, Miller teve uma das piores atuações de sua carreira, marcando apenas 8 pontos.

#### Aparição nas finais da NBA

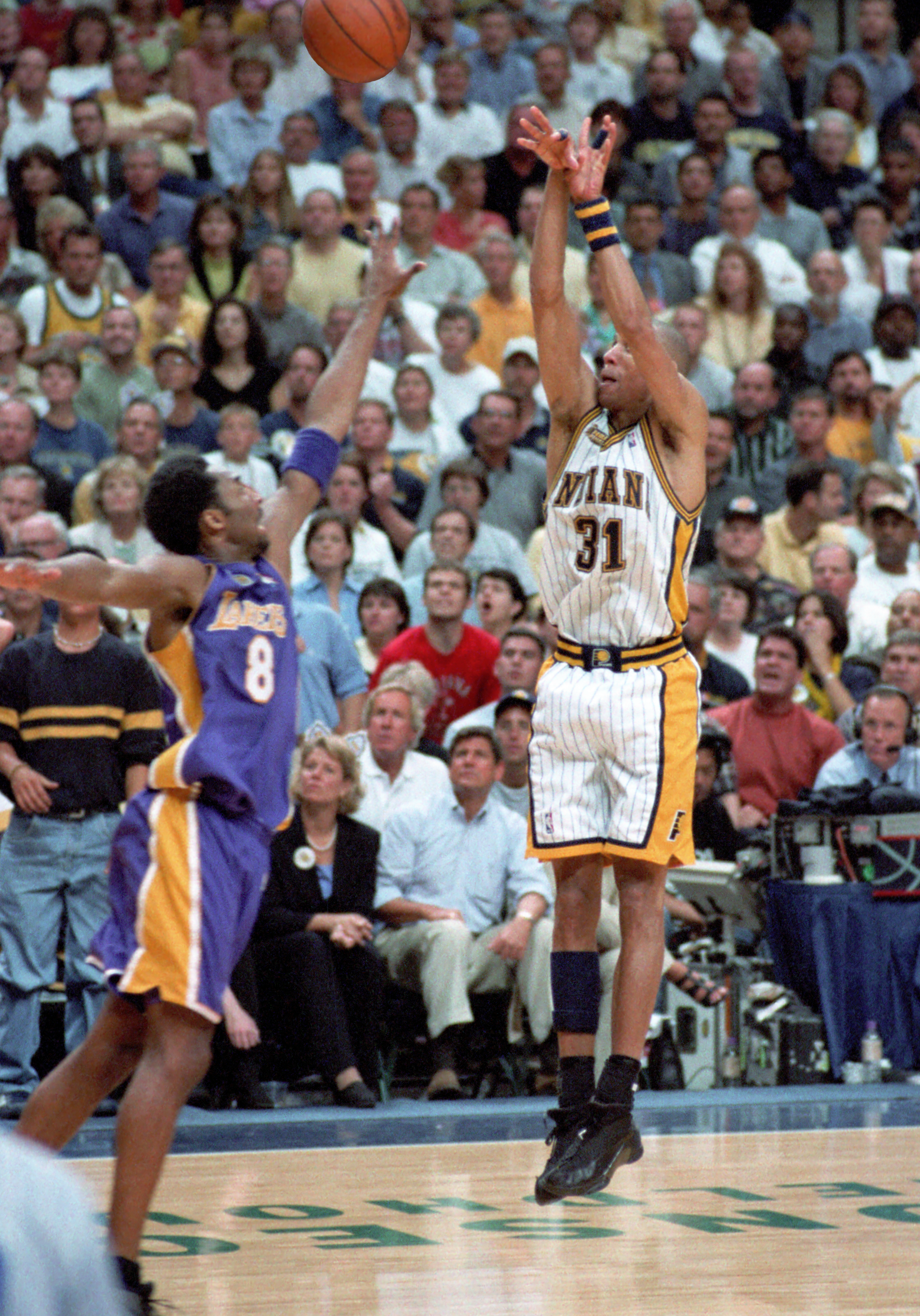
Miller (à direita) arremessando durante o Jogo 5 das finais da NBA de 2000

Na vitória no Jogo 1 das semifinais da Conferência Leste contra o Philadelphia 76ers em 6 de maio de 2000, Miller e seu companheiro de equipe Jalen Rose marcaram 40 pontos cada, tornando-se o par de companheiros de equipe com maior pontuação na história dos playoffs. Os Pacers venceram a série por 4-2 e retornaram às finais da Conferência Leste pela quinta vez em sete anos. Desta vez, eles finalmente romperam, derrotando os Knicks por 4-2.
Os Pacers avançaram para as finais da NBA pela primeira e única vez na história da franquia, enfrentando o Los Angeles Lakers liderado por Shaquille O'Neal e Kobe Bryant. Eles perderam a série por 4 a 2, com Miller tendo uma média de 24,3 pontos na série.

### Carreira posterior e aposentadoria (2000–2005)
Os Pacers tiveram dificuldades no ano seguinte, caindo para a 8ª melhor campanha no Leste. No Jogo 1 da primeira rodada dos playoffs contra os 76ers, Miller acertou a cesta da vitória com 2,9 segundos restantes para garantir uma vitória por 79-78. O eventual campeão da Conferência Leste, os 76ers, ganhou os próximos três jogos e ganhou a série.
Em 2002, Miller quase sozinho eliminou o primeiro cabeça de chave e eventual campeão da Conferência Leste, New Jersey Nets, no quinto e último jogo da primeira rodada dos playoffs. Primeiro, após dois lances livres perdidos de Richard Jefferson, dos Nets, Miller levou o jogo para a prorrogação ao acertar uma cesta de três pontos no estouro do cronometro. Em seguida, com os Pacers perdendo por dois pontos nos segundos finais da primeira prorrogação, Miller fez a cesta para enviar o jogo para uma segunda prorrogação. Enquanto os Pacers acabaram perdendo para os Nets por 120 a 109, o jogo adicionou outro capítulo ao legado de Miller como um grande jogador.
No crepúsculo de sua carreira, Miller transferiu seu papel de liderança para o companheiro de equipe Jermaine O'Neal. Miller foi um importante líder de vestiário e serviu de inspiração para seus companheiros de equipe que queriam "ganhar um título para 'Tio Reg'". Embora Miller não fosse mais o artilheiro da equipe, ele continuou sendo um jogador importante em tempos de crise até o final de sua carreira. O respeito de O'Neal por Miller ficou mais evidente em 4 de janeiro de 2005, quando depois de marcar 55 pontos contra o Milwaukee Bucks, O'Neal concordou em ser retirado do jogo com 1min43s restantes para preservar o recorde de 57 pontos de Miller.
Em 2005, após as longas suspensões dos companheiros de equipe O'Neal, Stephen Jackson e Ron Artest por uma briga com os fãs em Detroit, Miller teve uma média de quase 20 pontos em alguns trechos da temporada. Ele marcou 39 pontos contra o Los Angeles Lakers em 18 de março aos 39 anos. Em janeiro, Miller respondeu com raiva os rumores de que se aposentaria no final da temporada, dizendo que, se decidisse se aposentar, anunciaria isso através de sua irmã Cheryl. Em 10 de fevereiro, Cheryl, agora uma repórter secundária da TNT, relatou que seu irmão havia dito a ela no dia anterior que ele realmente se aposentaria.
No dia 11 de abril, em um jogo contra o Toronto Raptors, Miller ultrapassou Jerry West para ficar em 12º na lista dos maiores pontuadores de todos os tempos da NBA.

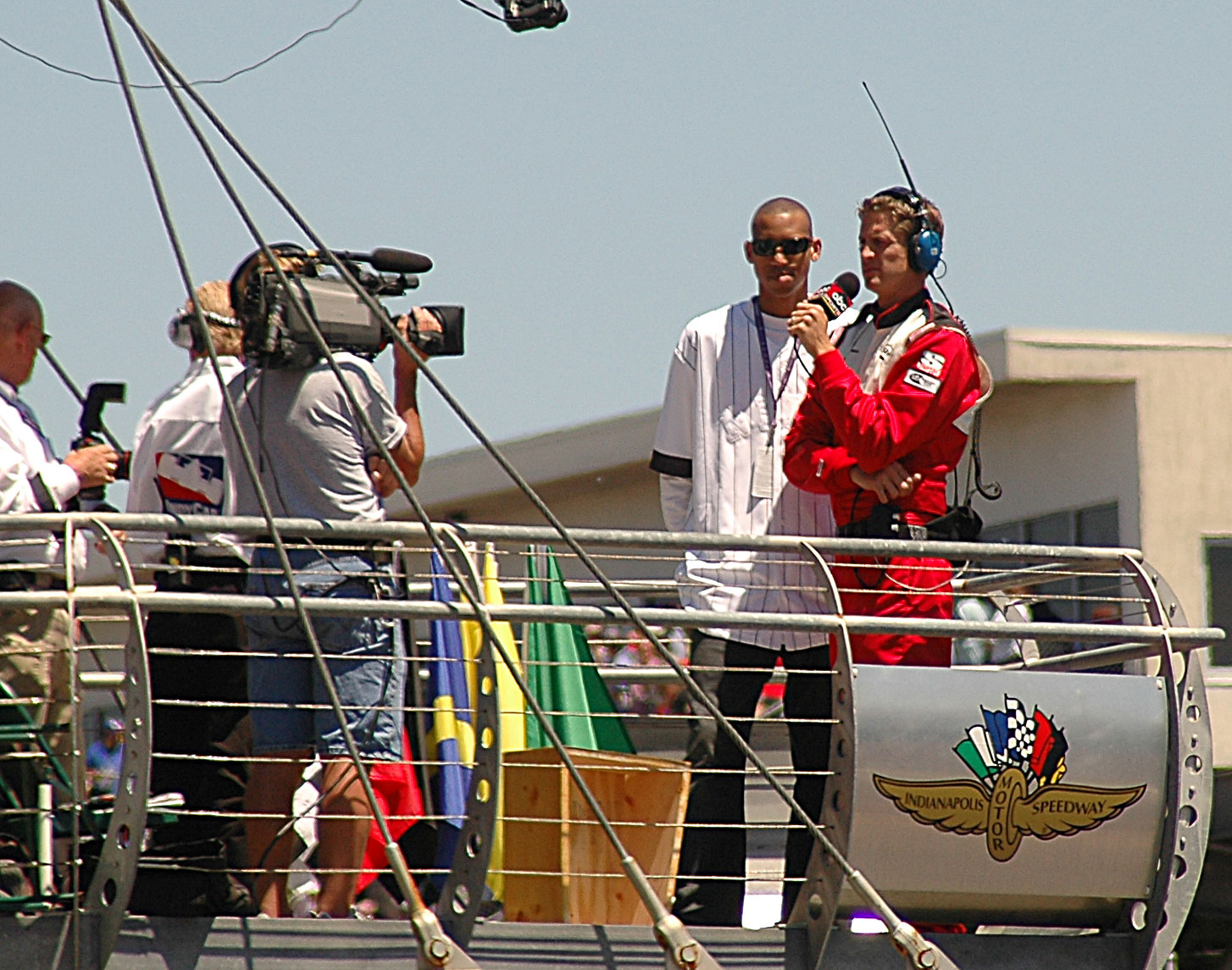
Miller agita a bandeira verde nas 500 Milhas de Indianápolis de 2005, dias após seu último jogo com os Pacers

O último jogo de Miller foi em 19 de maio de 2005, no Conseco Fieldhouse, quando os Pacers perderam por 88 a 79 para o Detroit Pistons nas semifinais da Conferência Leste, encerrando a série por 4-2. No jogo, Miller liderou os Pacers com 27 pontos. Quando ele saiu da quadra com 15,7 segundos para jogar, a multidão de Indianápolis o aplaudiu de pé. O então técnico dos Pistons (e ex-técnico dos Pacers), Larry Brown, pediu um tempo adicional durante o qual os jogadores dos Pistons se juntaram à ovação, um momento que encerrou a carreira de Miller e uma temporada que foi ofuscada pela briga entre as duas equipes. Isso ganhou o prêmio ESPY de Melhor Momento de 2005.
Ao longo de sua carreira de 18 anos na NBA, Miller ganhou mais de US$ 105 milhões em salário, jogando em 1.389 jogos pelos Pacers. Ele é um dos cinco jogadores da NBA que passaram uma carreira inteira de 18 ou mais temporadas com uma única franquia. Ele é amplamente reconhecido como um dos maiores arremessadores da história da NBA. Miller é um dos oito jogadores a se juntar ao clube 50–40–90 e fez 2 560 arremessos de três pontos em sua carreira, que era um recorde da NBA no momento de sua aposentadoria. Seu recorde foi posteriormente quebrado por Ray Allen.

## Seleção Nacional
Pela Seleção dos Estados Unidos, Miller esteve presente na conquista do Campeonato Mundial de 1994 e ainda faturou a medalha de ouro nos Jogos Olímpicos de 1996. O ala-armador teve uma média de 17,1 pontos e foi segundo maior artilheiro atrás de Shaquille O'Neal no torneio de 1994. Em 1996, ele teve uma média de 11,4 pontos e teve o segundo maior total de pontos (91). Ele foi titular em cinco dos oito jogos e dividiu a rotação de ala-armador com Mitch Richmond.
Ele não retornou à equipe dos Estados Unidos até o Campeonato Mundial de 2002. A equipe não venceu o título naquele ano, perdendo para a Iugoslávia nas quartas de final. O torneio marcou a primeira vez que os jogadores da NBA competiram em uma competição internacional e perderam. Miller se machucou durante o Campeonato Mundial e atuou em poucas partidas.

## Fora das quadras

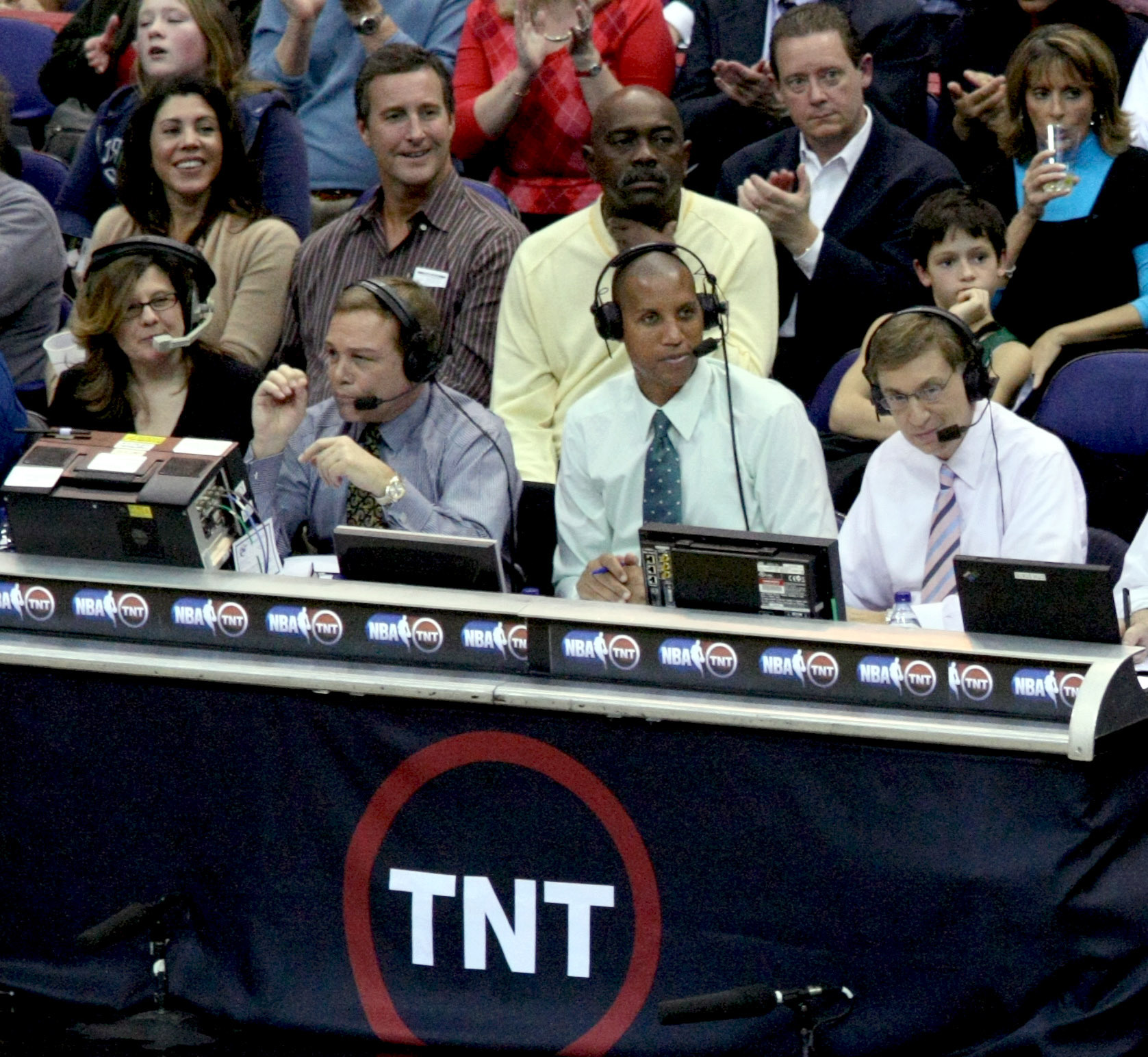
Miller trabalhando em uma transmissão da TNT com Mike Fratello (esquerda) e Marv Albert (direita).

Miller serviu como o Grande Marechal do Desfile do Festival Indianapolis 500 de 2005. O arcebispo Daniel M. Buechlein, OSB da Arquidiocese de Indianápolis abriu o dia com a oração "Mantenha esses motoristas seguros e Deus abençoe Reggie!" antes de Miller acenar a bandeira verde para começar a corrida.
Em agosto de 2005, Miller anunciou seus planos de ingressar na TNT como analista da NBA; sua irmã, Cheryl é uma repórter do canal. Ele é atualmente apresentador da cobertura da NBA da TNT e também apresenta o "Reggie's Mailbag". A partir de 2011, Miller trabalha como analista do Torneio da NCAA.
O número 31 de Miller no Indiana Pacers foi aposentado no intervalo em uma cerimônia em 30 de março de 2006 no Conseco Fieldhouse.
Miller atualmente divide seu tempo entre residências em Malibu, Califórnia e Fishers, Indiana.
Em 8 de agosto de 2007, o gerente geral do Boston Celtics, Danny Ainge, e o técnico Doc Rivers discutiram com ele sobre uma volta as quadras. Em 12 de agosto, seu ex-técnico Rick Carlisle foi citado dizendo que "nós (Miller e eu) conversamos sobre isso e concordamos que era algo que merecia uma consideração cuidadosa". Em 24 de agosto de 2007, seu aniversário de 42 anos, Miller decidiu contra qualquer retorno, afirmando: "Fisicamente, eu sei que poderia ter feito isso. E eu decidi que estou fora."

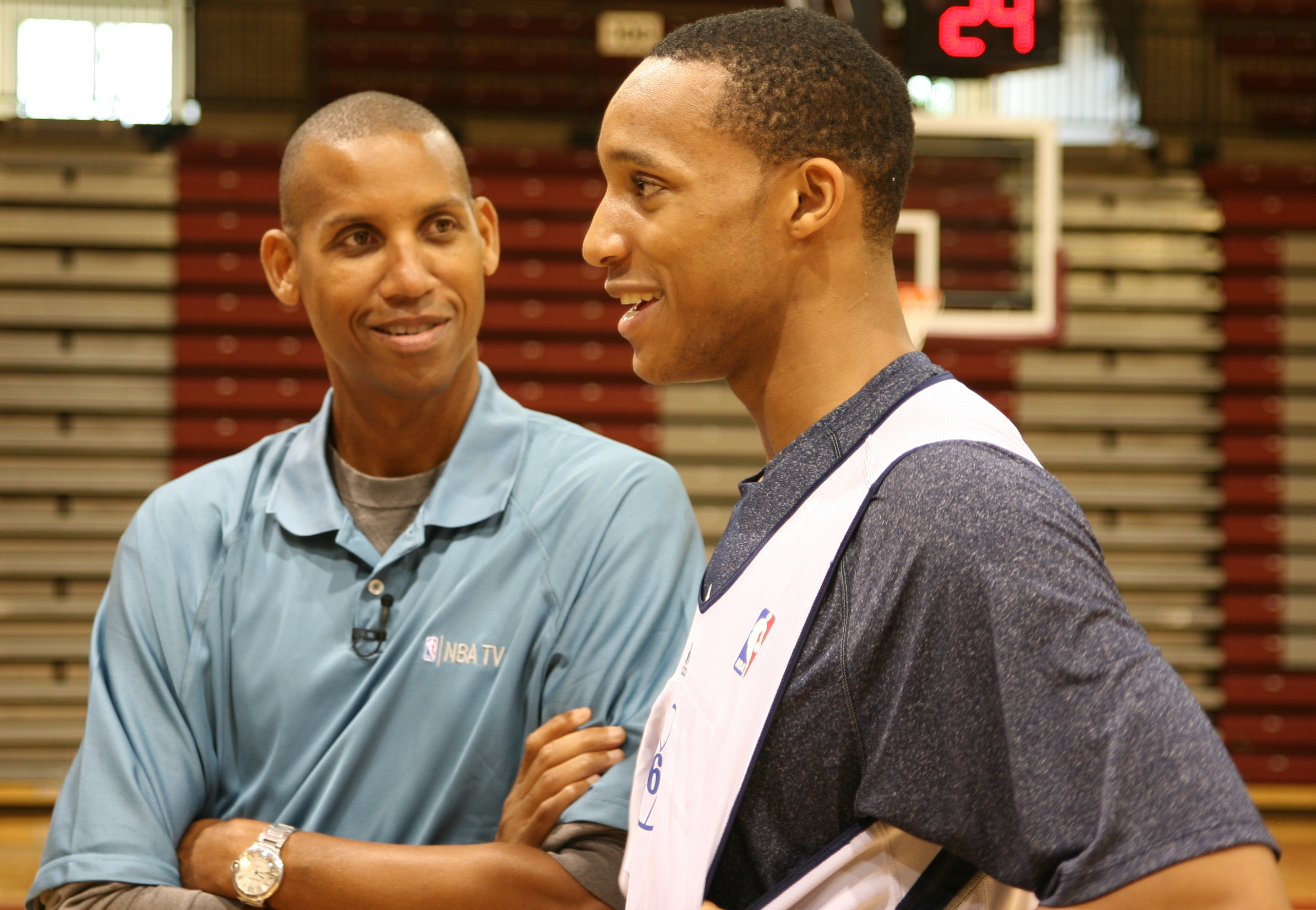
Miller e Evan Turner em 2008

Um documentário intitulado Winning Time: Reggie Miller vs. The New York Knicks estreou em 14 de março de 2010 na ESPN. O documentário foi dirigido pelo vencedor do Peabody Award, Dan Klores.
Durante sua carreira, ele fez uma dublagem na série de TV animada da Disney, Hercules; após a aposentadoria, ele apareceu em um papel de comédia em Uncle Drew em 2018 e na décima sétima temporada da série de televisão Hell's Kitchen como uma das celebridades convidadas atribuídos aos concorrentes para servir como estudantes de culinária.
Em dezembro de 2020, ele foi eleito para o Conselho de Administração da USA Cycling.

## Conquistas
- Miller jogou mais jogos com o mesmo time do que todos, exceto cinco jogadores na história da NBA: John Stockton e Karl Malone pelo Utah Jazz, Kobe Bryant pelo Los Angeles Lakers, Tim Duncan pelo San Antonio Spurs e Dirk Nowitzki pelo Dallas Mavericks. Apenas outros doze jogadores jogaram em mais jogos da temporada regular da NBA do que Miller. Ao longo de sua carreira, Miller marcou 25.279 pontos (25º na lista de todos os tempos), com uma média de 18,2 pontos.
- Miller recebeu seus únicos votos para MVP em 1998 e 2000.
- Primeiro jogador do Indiana Pacers a ser titular em um All-Star Game da NBA, em 1995. Ele também foi selecionado em 1990, 1996, 1998 e 2000.
- Miller se aposentou como o líder de todos os tempos da NBA no total de cestas de 3 pontos (2.560) (quebrado em 10 de fevereiro de 2011 por Ray Allen enquanto estava no Boston Celtics).
- Ele fez uma cesta de três pontos em 68 jogos consecutivos de 15 de novembro de 1996 a 6 de abril de 1997.
- Miller é um dos apenas oito membros do clube 50–40–90 de jogadores que acertaram 50% ou mais de qualquer área da quadra, 40% ou mais da área de três pontos e 90% ou mais da linha de lance livre em um uma única temporada, ao mesmo tempo em que alcança o número mínimo de marcas da liga da NBA em cada categoria. Larry Bird, Mark Price, Steve Nash, Dirk Nowitzki, Kevin Durant, Stephen Curry e Malcolm Brogdon são os únicos outros jogadores a conseguir esse feito.
- Ele ocupa o segundo lugar de todos os tempos em jogos de playoffs de 30 pontos contra o New York Knicks, com nove, atrás apenas de Michael Jordan, com 15.
- Introduzido no Hall da Fama do Basquete Naismith Memorial em 2012.[43] Ele foi homenageado como um dos maiores jogadores da liga de todos os tempos ao ser nomeado para a equipe do 75º aniversário da NBA.

## Estatísticas da carreira

### Temporada regular
|  | Líder da liga |

| Ano      | Equipe   | PJ    | PT    | MPJ  | AP   | 3P   | LL   | RT  | AS  | BR  | TO  | PPJ  |
| -------- | -------- | ----- | ----- | ---- | ---- | ---- | ---- | --- | --- | --- | --- | ---- |
| 1987–88  | Indiana  | 82    | 1     | 22.4 | .488 | .355 | .801 | 2.3 | 1.6 | 0.6 | 0.4 | 16.0 |
| 1988–89  | Indiana  | 74    | 70    | 34.3 | .479 | .402 | .844 | 3.9 | 3.1 | 1.3 | 0.3 | 18.6 |
| 1989–90  | Indiana  | 82    | 82    | 38.9 | .514 | .414 | .868 | 3.6 | 3.8 | 1.3 | 0.2 | 24.6 |
| 1990–91  | Indiana  | 82    | 82    | 36.2 | .512 | .348 | .918 | 3.4 | 4.0 | 1.3 | 0.2 | 22.6 |
| 1991–92  | Indiana  | 82    | 82    | 38.0 | .501 | .378 | .858 | 3.9 | 3.8 | 1.3 | 0.3 | 20.7 |
| 1992–93  | Indiana  | 82    | 82    | 36.0 | .479 | .399 | .880 | 3.1 | 3.2 | 1.5 | 0.3 | 21.2 |
| 1993–94  | Indiana  | 79    | 79    | 33.4 | .503 | .421 | .908 | 2.7 | 3.1 | 1.5 | 0.3 | 19.9 |
| 1994–95  | Indiana  | 81    | 81    | 32.9 | .462 | .415 | .897 | 2.6 | 3.0 | 1.2 | 0.2 | 19.6 |
| 1995–96  | Indiana  | 76    | 76    | 34.5 | .473 | .410 | .863 | 2.8 | 3.3 | 1.0 | 0.2 | 21.1 |
| 1996–97  | Indiana  | 81    | 81    | 36.6 | .444 | .427 | .880 | 3.5 | 3.4 | 0.9 | 0.3 | 21.6 |
| 1997–98  | Indiana  | 81    | 81    | 34.5 | .477 | .429 | .868 | 2.9 | 2.1 | 1.0 | 0.1 | 19.5 |
| 1998–99  | Indiana  | 50    | 50    | 35.7 | .438 | .385 | .915 | 2.7 | 2.2 | 0.7 | 0.2 | 18.4 |
| 1999–00  | Indiana  | 81    | 81    | 36.9 | .448 | .408 | .919 | 3.0 | 2.3 | 1.0 | 0.3 | 18.1 |
| 2000–01  | Indiana  | 81    | 81    | 39.3 | .440 | .366 | .928 | 3.5 | 3.2 | 1.0 | 0.2 | 18.9 |
| 2001–02  | Indiana  | 79    | 79    | 36.6 | .453 | .406 | .911 | 2.8 | 3.2 | 1.1 | 0.1 | 16.5 |
| 2002–03  | Indiana  | 70    | 70    | 30.2 | .441 | .355 | .900 | 2.5 | 2.4 | 0.9 | 0.1 | 12.6 |
| 2003–04  | Indiana  | 80    | 80    | 28.2 | .438 | .401 | .885 | 2.4 | 3.1 | 0.8 | 0.1 | 10.0 |
| 2004–05  | Indiana  | 66    | 66    | 31.9 | .437 | .322 | .933 | 2.4 | 2.2 | 2.8 | 0.1 | 14.8 |
| Carreira | Carreira | 1.389 | 1.304 | 34.3 | .468 | .391 | .888 | 3.0 | 2.9 | 1.1 | 0.2 | 18.5 |
| All-Star | All-Star | 5     | 1     | 19.2 | .457 | .263 | .750 | 1.0 | 2.0 | 1.0 | 0.2 | 8.0  |

Playoffs
| Ano      | Equipe   | PJ  | PT  | MPJ  | AP   | 3P   | LL   | RT  | AS  | BR  | TO  | PPJ  |
| -------- | -------- | --- | --- | ---- | ---- | ---- | ---- | --- | --- | --- | --- | ---- |
| 1990     | Indiana  | 3   | 3   | 41.7 | .571 | .429 | .905 | 4.0 | 2.0 | 1.0 | 0.0 | 20.7 |
| 1991     | Indiana  | 5   | 5   | 38.6 | .486 | .421 | .865 | 3.2 | 2.8 | 1.6 | 0.4 | 21.6 |
| 1992     | Indiana  | 3   | 3   | 43.3 | .581 | .636 | .800 | 2.3 | 4.7 | 1.3 | 0.0 | 27.0 |
| 1993     | Indiana  | 4   | 4   | 43.8 | .533 | .526 | .947 | 3.0 | 2.8 | 0.8 | 0.0 | 31.5 |
| 1994     | Indiana  | 16  | 16  | 36.0 | .448 | .422 | .839 | 3.0 | 2.9 | 1.3 | 0.2 | 23.2 |
| 1995     | Indiana  | 17  | 17  | 37.7 | .476 | .422 | .860 | 3.6 | 2.1 | 0.9 | 0.2 | 25.5 |
| 1996     | Indiana  | 1   | 1   | 31.0 | .412 | .333 | .867 | 1.0 | 1.0 | 1.0 | 0.0 | 29.0 |
| 1998     | Indiana  | 16  | 16  | 39.3 | .426 | .400 | .904 | 1.8 | 2.0 | 1.2 | 0.2 | 19.9 |
| 1999     | Indiana  | 13  | 13  | 37.0 | .397 | .333 | .895 | 3.9 | 2.6 | 0.7 | 0.2 | 20.2 |
| 2000     | Indiana  | 22  | 22  | 40.5 | .452 | .395 | .938 | 2.4 | 2.7 | 1.0 | 0.4 | 24.0 |
| 2001     | Indiana  | 4   | 4   | 44.3 | .456 | .429 | .933 | 5.0 | 2.5 | 0.8 | 0.5 | 31.3 |
| 2002     | Indiana  | 5   | 5   | 39.6 | .506 | .419 | .875 | 3.2 | 2.8 | 1.6 | 0.2 | 23.6 |
| 2003     | Indiana  | 6   | 6   | 29.3 | .283 | .160 | .913 | 2.3 | 2.3 | 0.2 | 0.2 | 9.2  |
| 2004     | Indiana  | 16  | 16  | 28.4 | .402 | .375 | .922 | 2.3 | 2.8 | 1.1 | 0.2 | 10.1 |
| 2005     | Indiana  | 13  | 13  | 33.1 | .434 | .318 | .941 | 3.1 | 1.5 | 0.8 | 0.1 | 14.8 |
| Carreira | Carreira | 144 | 144 | 37.5 | .457 | .401 | .893 | 2.9 | 2.5 | 1.0 | 0.1 | 22.1 |